# Gueto de Budapeste
Gueto de Budapeste foi um gueto em Budapeste, Hungria, onde judeus foram forçados a morar durante a Segunda Guerra Mundial.

## História

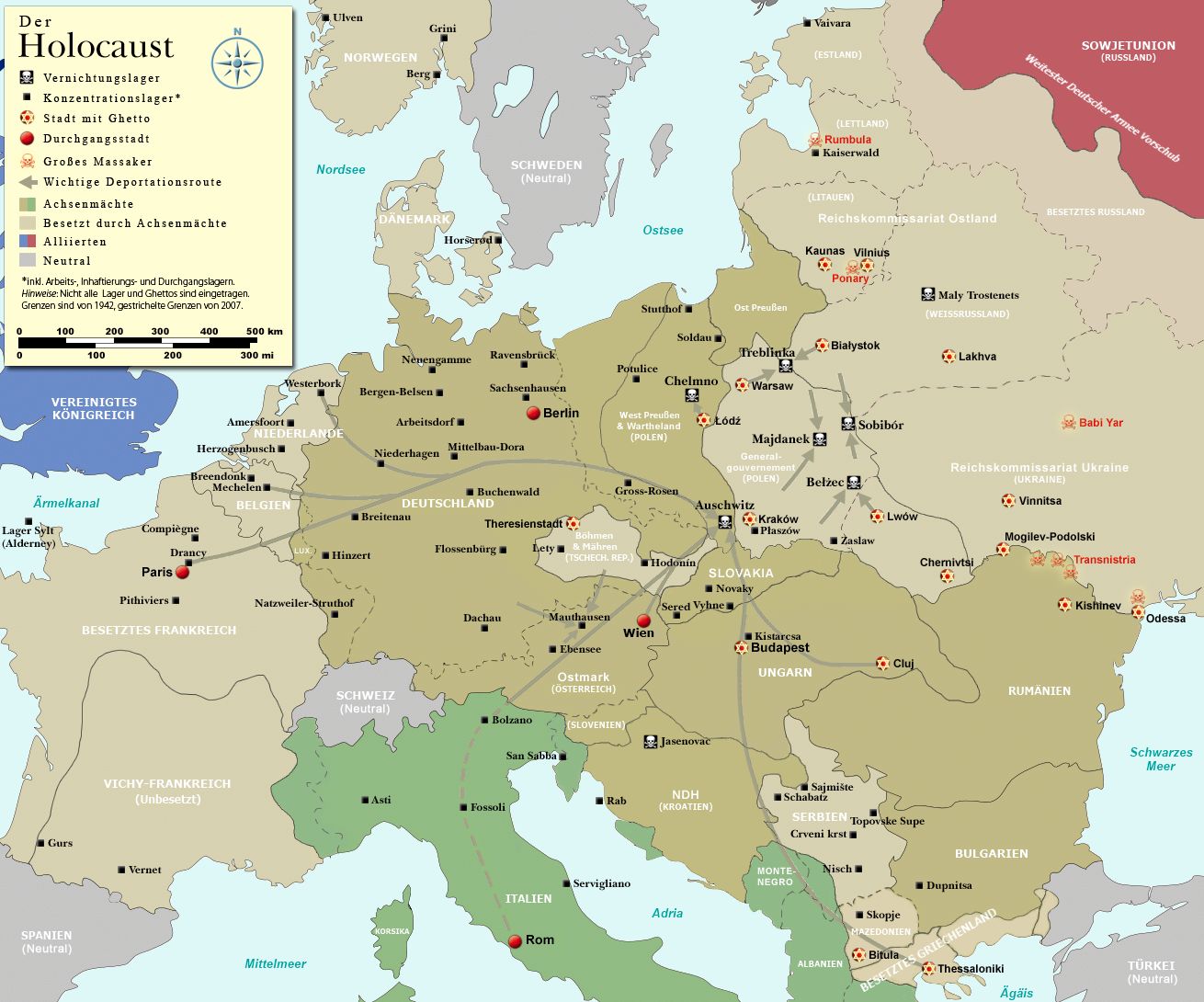
Gueto de Budapeste (Budapest), como outros, assinalado com uma estrela de Davi

A área consistia de diversas quadras do antigo quarteirão judeu da cidade, em torno da sinagoga principal, e foi rodeado por cercas altas e muros de pedra que eram vigiados para evitar a entrada de contrabando e a fuga de moradores. A ocupação nazista de Budapeste (Operação Margarethe) teve início em 19 de março de 1944. O gueto foi estabelecido em novembro do mesmo ano, durando menos de três meses, até a libertação da cidade em 17 de janeiro de 1945 pelo Exército Soviético durante a Batalha de Budapeste.
Assim como aconteceu com outros guetos organizados em outras regiões da Europa sob ocupação nazista, a área foi completamente isolada do mundo exterior: o fornecimento de alimentos foi cortado, lixo e dejetos não eram recolhidos, os mortos jaziam nas ruas e empilhados em locais bombardeados e os prédios ficaram superlotados, levando à disseminação de doenças como tifo.
Mais da metade daqueles forçados a viver no local em 1944 foram enviados para campos de concentração, prática que começou na mesma época do estabelecimento do gueto. Entre a ocupação e a libertação a população judaica de Budapeste foi reduzida de 200,000 para 70,000, sendo que aproximadamente 20,000 pessoas foram alojadas em residências especialmente marcadas fora do gueto com proteção diplomática  por políticos neutros, incluindo Raoul Wallenberg, que concedeu passaportes diplomáticos em nome da delegação sueca, e Carl Lutz, que fez o mesmo através do governo suíço. A maioria dos deportados foi libertado pelo avanço do Exército Vermelho.